# 好想談戀愛 (韓國電視劇)
《好想談戀愛》（韓語：내사랑 누굴까），是韓國KBS 2TV於2002年3月2日至12月29日間播出週末電視劇，並外包由Samhwa Productions（現Samhwa Networks）製作。

## 劇情簡述
一部深情講述三個媳婦尋找愛情併步入婚姻殿堂的家庭劇，以三代人共同居住的家庭別墅幸福屋為背景。

## 劇情大綱
金德培與兒子和孫子住在快樂之家，他是一位精力充沛的老人，對世界上發生的事情非常感興趣。和他的兒子（一家公司的執行長）住在四樓，三個未婚孫子住在同一棟，喪偶的姊姊和兩個老處女的姪子住在三樓。德培有3個孫子，長孫金允植是同一棟大樓一樓動物醫院的院長，30多歲了，但還是個光棍。第二位是金賢植，一位性格沉著內斂有些冷酷的建築設計師。第三位是金尚植，一位有點心不在焉、吊兒啷噹的研究生。
在這三個年輕光棍中，老二賢植是第一個打破紀錄的。賢植無法忘記初戀金敏恩，她為了支付父親不斷增長的手術費用而放棄了愛情並結婚、遠嫁美國，婚後育有一子俊，然而婚姻生活豪不順遂，並在離婚歸來後再次見到了賢植。賢植向她求婚但敏恩拒絕了，說這對她的處境來說是無恥的，但賢植承認自己過去放走敏恩的錯誤並說服了敏恩。最終，敏恩和兒子俊回家並與賢植結婚。
住在三樓的兩位姊妹，牙醫朴敬華和和咖啡館老闆朴敬珠，在母親（也是德培的妹妹）金德子的陰影下變老了。作為單親母親撫養兩姊妹。 30年前，敬華因母親德子的反對而未能與車明煥結婚，將初戀埋藏在心底，與妻子一起生活了30年。然後有一天，德培的弟弟德振向明煥提供了敬華的聯繫方式，以便與三年前失去妻子的明煥重新取得聯繫，他們的關係再次開始。敬華決定結婚，她說她應該至少和她深愛的人住在一起一次，儘管與像一個憤怒的男人一樣的德子發生摩擦，她還是決定結婚。
同時，二十多歲的處女吳芷妍和李漢娜搬進了快樂家的一間空房間。然而，他們被德培的弟弟德振欺騙了，德振偷走了他哥哥的印章並在合約上簽了字。原本，這棟別墅是長孫允植結婚時居住的，但由於德振有緊急工作要做，他沒有得到德培的同意，就偷偷將其出租出去 。
大孫允植作為一個老單身漢度過了他的日子，無法見到一個他認為合適的女人，但他的心思與搬進來的芷妍不謀而合。芷妍也不喜歡年輕時忙於工作的母親，所以她夢想成為一個聰明的母親和一個好妻子，但她卻無法遇到一個她認為是“夢寐以求”的男人’，她遇見了允植並對她產生了興趣。起初，允植很害怕著名設計師羅春熙的女兒芷妍，她是個聰明自信的女孩，擁有新聞廣播博士等學位，體格好，廚藝好，個性乾淨俐落。不過，兩人最終發展成了良好的關係，深深地相愛，並成功結婚。
就這樣，賢植和敏恩結婚了，住在別墅的四樓。當敬華和明煥結婚搬到附近的別墅時，允植也和芷妍結婚了，住在別墅的四樓、芷妍婚前居住的三樓。
模特兒李漢娜是芷妍最好的妹妹，她追逐她的單戀金尚植。有一天，漢娜在爭吵中遇到了一位異性朋友，這位異性朋友與他的常識不同，回家晚了就吃醋，他決定放棄常識，喝醉了酒，上到四樓別墅抽煙。在他的家人面前。尚植因漢娜的冷漠而感到尷尬，最後向她表白了自己的感情。儘管因醉酒事件而反對的尚植祖母和漢娜的母親茵愛的勸阻，兩人最終還是結婚了。兩人住在四樓 允植婚前住過的小房間裡，直到尚植出國留學。
同時，已婚的敬華在隔壁家抓小偷時無所畏懼，受傷後來到父母家。之後，在與出差回來的明煥商量後，他決定租房子。出賣或賣掉他居住地外的別墅，並搬去與他的母親德子住在一起。然後，她與最後一位老處女、慶州道卓局長開始了戀愛關係，並決定結婚。德子反對德主任比她大九歲，但事實證明，德主任是她參加了幾年合唱團的最好朋友的老光棍兒子，所以她同意了這門婚事。最後兩人在12月的最後一天訂婚，婚禮定於隔年5月舉行。
電視劇的結尾是慶州訂婚那天，全家人在動物醫院旁的別墅一樓的慶州咖啡廳享受聖誕節和新年聚會的 場景。

## 演員與角色

### 主要
- 李純才飾演爺爺金德培（國語配音：曹冀魯）

Happy House的老闆，長期在乙支路販售潔具，現在將經營權交給了弟弟，目前與大兒子和小兒子住在一起。
- 呂運計飾演奶奶（國語配音：蔣篤慧）

金社長的妻子。
- 鄭惠先飾演姑婆金德子（國語配音：王瑞芹）

金社長的妹妹。
- 林采茂飾演小叔公金德鎮（國語配音：陳進益）

金社長的弟弟。
- 李正吉飾演金錫奎[註 1]（國語配音：李景唐）

金社長的兒子，三兄弟的父親。49歲時，妻子因心臟病去世。
- 韓振熙飾演車明煥（國語配音：孫德成）

失去妻子的鰥夫，敬華的舊情人。
- 朴貞洙飾演朴敬華（國語配音：鄭仁君）

德子的大女兒，在Happy House開業當牙醫。
- 甄美里飾演朴敬珠（國語配音：姚敏敏）

德子的小女兒，經營咖啡廳的老處女。
- 李丞涓飾演吳芷妍（國語配音：蔣篤慧）

蝸牛處女。儘管因未婚而焦慮，但仍在尋找一個完全符合品味的男人。
- 尹多勳飾演金允植（國語配音：孫德成）

金錫奎的長子，是一名獸醫。
- 柳鎮飾演金賢植（國語配音：陳進益）

金錫奎的次子。
- 明世彬飾演金敏恩[註 2]（國語配音：王瑞芹）

與賢植有過一段感情，現為一名離婚婦女，並育有一個年幼的兒子。
- 金正鉉飾演金尚植（國語配音：李景唐）

金錫奎的小兒子，研究生。
- 李泰蘭飾演李漢娜[註 3]（國語配音：姚敏敏）

模特兒，吳芷妍親近的妹妹。

#### 其他
- 鄭永淑飾演羅天熙[註 4]（特別出演）

吳芷妍的母親，知名設計師。
- 尹汝貞飾演茵愛（特別出演）

李漢娜的母親。
- 徐權順

金高恩的母親。
- 尹德鏞

金高恩的父親
- 金智恩飾演珠美

勇俊的女友。
- 權龍哲（권용철）飾演勇俊

金允植的助手。
- 李相勳飾演尚奎

金允植的獸醫同事。
- 宋承桓飾演卓基煥

朴敬珠的情人、廣告公司董事。
- 金容建飾演韓教授

茵愛的新老公。
- 鄭在順飾演南秀

金德鎮的妻子，居住在美國。
- 金日宇
- 金瑞亨

## 外部連結
- 官方網站
- 製作公司官方網站 （页面存档备份，存于）
- 臺灣緯來電視網官方網站（繁體中文）

| KBS 2TV 週末劇                                     | KBS 2TV 週末劇                                | KBS 2TV 週末劇 |
| -------------------------------------------------- | --------------------------------------------- | -------------- |
|                                                    | 我的愛是誰 （2002年3月2日—2002年12月29日）    |                |
| 不想像父親那樣活著 （2001年9月15日—2002年2月24日） | 在那綠色草原上 （2003年1月4日—2003年6月29日） |                |

| 臺灣 緯來戲劇台 週一至週五 22:00 - 23:00     | 臺灣 緯來戲劇台 週一至週五 22:00 - 23:00   | 臺灣 緯來戲劇台 週一至週五 22:00 - 23:00 |
| -------------------------------------------- | ------------------------------------------ | ---------------------------------------- |
|                                              | 好想談戀愛 （2002年12月2日—2003年4月18日） |                                          |
| 狐狸與棉花糖 （2002年9月2日—2002年11月29日） | 幸福三溫暖 （2003年4月21日—待查）          |                                          |